# Profimedia.cz
Profimedia.cz je fotobanka, provozovaná společností Profimedia.CZ a.s. Založil ji v roce 2000 Petr Novák. V roce 2015 ji koupil Igor Rattaj, partner skupiny J&T. V roce 2020 oznámila Česká tisková kancelář (ČTK), že hodlá společnost koupit a jednání vstoupilo do závěrečné fáze. Poté, 1. července 2021 oznámila ČTK, že jednání dokončila a Profimedii koupila.

## Nabídka a partneři
Profimedia nabízí snímky od zhruba 350 světových dodavatelů ze všech oblastí, od ilustračních fotografií, přes filmové záběry, portréty, zahradu, jídlo po historické snímky. Jako své partnery uvádí AFP, Magnum Photos, The New York Times, TASS a další. Od firmy odebírají fotografie všechny hlavní české vydavatelské domy. Podle zpravodajského serveru iHned.cz patří Profimedia.cz mezi jednu z největších českých fotobank.[zdroj?]

## Teritorium
Profimedia působí v deseti zemích střední a jihovýchodní Evropy, kterými jsou: Česká republika, Slovensko, Maďarsko, Chorvatsko, Slovinsko, Srbsko, Rumunsko, Černá Hora, Bulharsko a Severní Makedonie. Má kanceláře také v Budapešti a Záhřebu.

## Byznys
Fotobanka Profimedia vykazuje včetně všech svých dceřiných firem roční obrat kolem 130 milionů korun a její EBITDA se pohybuje mezi 35 až 37 miliony českých korun. Exkluzivními partnery Profimedia jsou známí světoví hráči: AFP, americká The New York Times, nebo legendární agentura Magnum Photos. V reklamním byznysu má nezastupitelné místo především díky spojenectví se Shutterstockem, který je spolu s Getty Images nejsilnějším globálním hráčem v tzv. stock fotografickém segmentu (Stock photography).

## Historie
Fotobanku založil v roce 2000 Petr Novák, který s ní působil na českém a slovenském trhu. Po deseti letech prodal většinový podíl investiční společnosti Genesis, která do ní investovala prostředky z tzv. Private Equity Fondu II. Mimo jiné pomohla při expanzi do Maďarska a na Balkán koupí tamní firmy Red Dot. V roce 2015 pak Genesis prodala firmu slovenskému miliardáři Igoru Rattajovi. V následujících pěti letech společnost expandovala například do Polska (odkud poté, co Bill Gates prodal největší fotobanku světa Corbis, musela odejít, protože práva k prodeji těchto fotografií zanikla), v roce 2019 do Rumunska a Bulharska. V roce 2018 koupila Profimedia konkurenční fotobanku Isifa a získala tak exkluzivní partnerství s nejsilnější fotobankou světa, firmou Shutterstock. V roce 2020 oznámila Česká tisková kancelář, že hodlá společnost koupit a jednání vstoupilo do závěrečné fáze. Poté 1. července 2021 oznámila, že fotobanku koupila.
Profimedia v minulosti vymáhala pro svého zahraničního partnera licenční poplatky za neoprávněné použití fotografií a dopustila se při tom několika chyb, které rychle vešly ve známost. Neoprávněně vymáhala například zaplacení 8 400 Kč a dokonce i 504 tisíc korun za fotografie NASA. Za chyby se později omluvila. Od roku 2012 nebyl žádný podobný exces hlášen.